# Огбе Нленд, Анри
Анри Огбе Нленд (фр. Henri Hogbe Nlend; родился 23 декабря 1939 г.) — камерунский математик, профессор университета, политический деятель левого толка, бывший министр правительства и кандидат в президенты.

## Научная деятельность
Первый камерунец, получивший звание доктора математических наук, Анри Огбе Нленд был профессором Университета Яунде и Университета Бордо. В последнем он сам учился и защищался под руководством Лорана Шварца, а затем преподавал там с 1969 по 1997 год.
В 1976 году на заседании Международного математического союза было решено создать Африканский математический союз. Огбе Нленд, представлявший свою страну в ММС, был избран его первым президентом, и занимал этот пост до 1986 года. АМС частично финансировался другой организацией в Париже, которую также возглавлял Огбе Нленд. Он также является соучредителем Африканской ассоциации развития науки и техники (AAAST, Дакар, 1979 г.), Африканской академии наук (Найроби, 1985 г.) и Камерунской академии наук (Дуала, 1990).
Его учебник по теории двойственности топологии-борнологии и её применении в функциональном анализе считается классическим.

## Политическая деятельность
Анри Огбе Нленд играл важную роль в национально-освободительном движении и с тех пор является членом исторической антиколониальной и социалистической партии страны — Союза народов Камеруна (Union des Populations du Cameroun) — и лидером одной из фракций этой партии. Он был президентом Демократической молодёжи Камеруна (молодежная организация СНК), президентом французской секции партии в 1962-1963 годах, её постоянным представителем при правительствах Бен Беллы в Алжире и Паскаля Лиссубы и Амбруаза Нумазалая в Конго-Браззавиль, а также в Организации солидарности афро-азиатских народов в 1963-1966 гг. Благодаря этому он встречался с несколькими историческими лидерами движения за освобождение колониальных или полуколониальных народов Африка, Азии и Латинской Америки: в их числе Махди Бен Барка и Че Гевара в Алжире в марте 1964 г., Хо Ши Мин в Ханое в декабре 1964 г., Мао Цзэдун в Ухане в июле 1966 г. В 2005 году Анри Огбе Нленд стал одним из лауреатов медали «Друзья Алжирской революции», врученной президентом Абдельазизом Бутефликой.
Анри Огбе Нленд был кандидатом на президентских выборах, состоявшихся 12 октября 1997 года, которые бойкотировали основные оппозиционные партии, и занял второе место, хотя получил только 2,9 % голосов. Победивший кандидат, действующий президент Поль Бийя, после выборов назначил Нленда министром научных и технических исследований.
В 2002 году обострились его разногласия с генеральным секретарем СНК и лидером другой фракции партии Огюстеном Фредериком Кодоком. Во время парламентских выборов в июле 2007 года Шарли Габриэль Мбок, член фракции Огбе Нленда и уходящий депутат СНК, покинул партию и присоединился к новой силе — Партии национального движения, пообещав продолжать борьбу за изначальные принципы СНК. Однако новая партия была распущена год спустя, когда внутрипартийные разногласия Союза народов Камеруна были разрешены на совещании по примирению с фракцией Огбе Нленда.

## Избранная библиография
1. Théorie des bornologies et applications, (in French) Lecture Notes in Mathematics, Vol. 213. Springer-Verlag, Berlin-New York, 1971. v+168 pp.
2. Bornologies and functional analysis, Translated from the French by V. B. Moscatelli. North-Holland Mathematics Studies, Vol. 26. Notas de Matemática, No. 62. [Notes on Mathematics, No. 62] North-Holland Publishing Co., Amsterdam-New York-Oxford, 1977. xii+144 pp. ISBN 0-7204-0712-5
3. editor Functional analysis and its applications. Papers from the International School held in Nice, August 25—September 20, 1986. . ICPAM Lecture Notes. World Scientific Publishing Co., Singapore, 1988. viii+380 pp. ISBN 978-9971-5-0545-5 (47-06)